# Azorella exigua
Azorella exigua är en växtart i släktet Azorella och familjen flockblommiga växter.
Arten är en liten buske som förekommer på Sydön i Nya Zeeland. Den beskrevs först av Joseph Dalton Hooker, och fick sitt nu gällande namn av Oscar Drude.